# La Romana (cidade)
La Romana é a capital da província de La Romana, na República Dominicana, e a sétima maior cidade do país.
Sua população estimada em 2012 era de 130 426 habitantes.

## Fontes

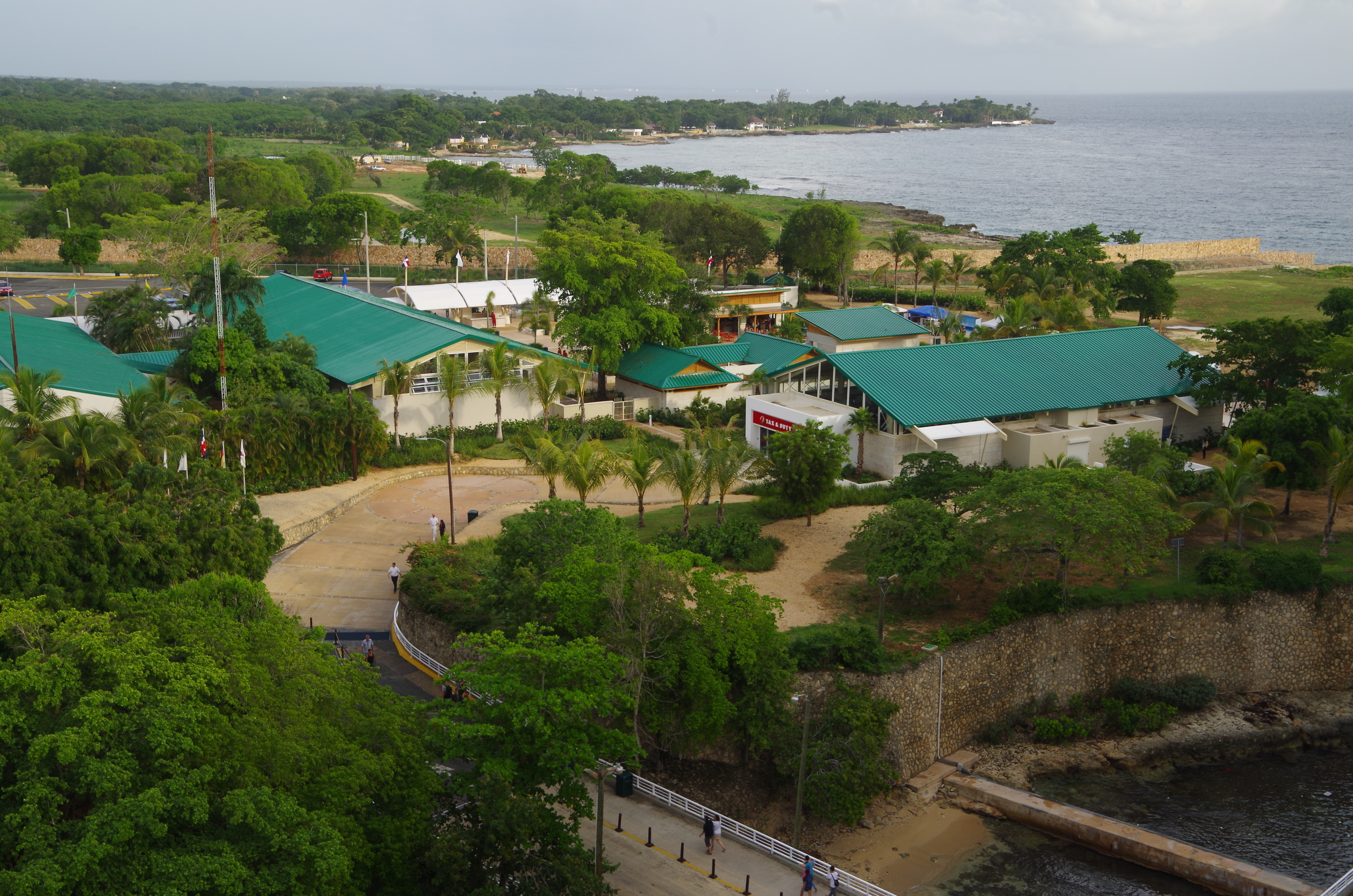
La Romana